# Gouvernement bouddhiste
Dans son ouvrage L'enseignement du Bouddha, d'après les textes les plus anciens, Walpola Rahula décrit les principes qu'un gouvernement bouddhiste doit respecter, tels qu’exposés par le Bouddha Sakyamuni dans un enseignement appelé les « Dix devoirs du Roi ».
Il s’agit de : 
1. La générosité : le souverain doit se garder d’un attachement pour les richesses et propriétés, mais l’utiliser pour le bien de son peuple ;
2. La moralité : il ne doit ni tuer, ni voler, ni mentir, ni tromper, ni s’enivrer, selon les cinq préceptes laïcs ;
3. Le sacrifice : il doit pouvoir sacrifier tout ce qui lui appartient dans l'intérêt de son peuple ;
4. L’intégrité : il doit être sans peur dans ses actions et sincère dans ses intentions ;
5. L’amabilité : il doit être d’un tempérament doux ;
6. L’austérité : il doit mener une vie simple et avoir une maîtrise de soi ;
7. L’absence de haine : il ne doit conserver aucune rancune envers quiconque ;
8. La non-violence : il ne doit faire de mal à personne, mais aussi faire régner la paix ;
9. La patience : il doit supporter toute épreuve sans s'emporter ;
10. La non-obstruction : il ne doit pas s'opposer à la volonté populaire, et se maintenir en harmonie avec son peuple.

## Gouvernements bouddhistes
- En Inde, le roi Ashoka aurait établi son royaume sur ces principes.

- Lobsang Gyatso, le 5e dalaï-lama (1617-1682) développa un gouvernement bouddhiste, unissant des fonctions spirituelles et temporelles, qui influencera les Mongols et les Mandchous[1].

- Le Bhoutan est régi par un gouvernement bouddhiste.

Le système de gouvernement bouddhiste a sous-tendu les conceptions étatiques fondamentales au moins jusqu'à l’effondrement de la monarchie de la dynastie Qing, mandchoue en Chine en 1911, époque où il fut confronté au modèle d’État-nation européen. La rencontre de ces différents univers débouchera sur l'histoire tragique du XXe siècle, en raison du choc entre ces deux modèles.